# Castell de Llaés
El castell de Llaés és un antic castell en el nucli de Llaés, del municipi de Ripoll (Ripollès), situat al cim de la muntanya de Sant Bartomeu i on també es troba l'antiga església de Sant Bartomeu. Entre les dues construccions hi ha el cementiri i l'antic pati d'armes.
Aquest ancestral castell (Castri de Laesse), declarat com a bé cultural d'interès nacional i documentat ja l'any 919, s'alça esplendorós al sud de la comarca del Ripollès en el cim d’un turó rocós d'uns 1000 metres d’altura. Amb unes vistes úniques i espectaculars a la Serralada dels Pirineus i des d’on es pot albirar, també, el Massís de Montserrat.
De l'antic castell en resten diverses parts importants destacant, entre d'altres, una important i bonica Volta de Pedra construïda a plec de llibre, una part significativa de la Torre de l’Homenatge, la Portalada d’entrada al recinte, pràcticament la totalitat del Murs, tant exteriors com interiors, la Cisterna, excavada a la roca, del Castell i el camí d’accés graonat, en forma de ziga-zaga.
Des de fa uns 10 anys li dona vida al castell una activitat de Turisme Rural que atreu viatgers, entusiasmats de poder-ne gaudir, de tots els indrets del Món.

## Història
El "castri de Laesse" és anomenat el 919 (altres formes del topònim són, del mateix segle: "Laes", "Lacessa", "Lazesse"). Segons l'historiador R. d'Abadal el Castell de Llaés, amb el seu terme, era dot d'Enquilia, néta del bisbe Radulf, besnéta del comte Guifré i és de creure, per tant, que l'indret fou originàriament una aprisió de Guifre, àdhuc és probable que fos Guifré qui encomanà el seu castell al vicari Fedanci. Aviat s'evidencia la senyoria jurisdiccional que damunt del terme exercí el monestir de Sant Joan de les Abadesses
El 1230, l'abat de Sant Joan cedí, com a penyora, als vescomtes de Castellnou, "Rupem et furcíam de Laes"; La penyora fou recobrada al cap de tres anys.
El 1234, Bernat Hug de Serrallonga tenia "castrum de Laes" en feu del monestir; nou anys després, el trobem documentat com "Bernardo Hugonis de Serralonga domínus castri de Laes", però el cert és que la prevalença abacial hi continuava i hi prosseguí fins a l'extinció dels senyorius.
L'antic castell de Lacesse està documentat des de l'any 919 i fou de l'alt domini del Monestir de Sant Joan de les Abadesses. La primitiva església de Sant Bartomeu, erigida per l'abadessa Ranlo i consagrada pel bisbe Ató el 960, fou reemplaçada per una altra que consagrà l'Abat Oliba el 1025. Tot i ser els abats de Sant Joan senyors de la major part del terme, els segles xi i xii la seva jurisdicció pertanyé als senyors de Milany, també vescomtes de Besalú. El 1342 l'abat de Sant Joan en comprà la jurisdicció i passà des d'aleshores al domini total del monestir.

## Sant Bartomeu de Llaés
Encara que l'església ha sofert transformacions, conserva la seva orientació d'època romànica. És d'una sola nau amb volta apuntada. Darrere el presbiteri una porta dona a la sagristia que ocupa el lloc on degué situar-se l'absis. La coberta és de teula àrab. Al cantó dret de la façana s'aixeca el campanar. Damunt de la porta hi ha un ull de bou, que dona llum a l'interior.